# Élections législatives de 1986 en Nouvelle-Calédonie
Les élections législatives françaises de 1986 ont lieu le 16 mars. En Nouvelle-Calédonie, deux députés sont à élire dans le cadre d'un scrutin proportionnel par liste territoriale à un seul tour.

## Élus
| Député élu            |  | Parti |
| --------------------- |  | ----- |
| Jacques Lafleur       |  | RPCR  |
| Maurice Nénou-Pwataho |  | RPCR  |

## Listes en présence

### Indépendantiste (PFK-LKS)
| N° | Candidats     | Parti | Parti | Principales fonctions  |
| -- | ------------- | ----- | ----- | ---------------------- |
| 01 | Gabriel Païta |       | PFK   | Conseiller territorial |
| 02 | Jacques Lalié |       | LKS   |                        |
|    |               |       |       |                        |
| 03 |               |       |       |                        |
| 04 |               |       |       |                        |

### Loyaliste (RPCR-RPR-UDF-FN)
| N° | Candidats                | Parti | Parti | Principales fonctions                     |
| -- | ------------------------ | ----- | ----- | ----------------------------------------- |
| 01 | Jacques Lafleur          |       | RPCR  | Député sortant                            |
| 02 | Maurice Nénou-Pwataho    |       | RPCR  | Enseignant, ancien conseiller territorial |
|    |                          |       |       |                                           |
| 03 | Bernard Herpin           |       | FN    |                                           |
| 04 | Abraham-Simon Loueckhote |       | RPCR  | Conseiller municipal d'Ouvéa              |

### Extrême droite (FN diss.)
| N° | Candidats          | Parti | Parti    | Principales fonctions  |
| -- | ------------------ | ----- | -------- | ---------------------- |
| 01 | François Néoeré    |       | FN diss. | Conseiller territorial |
| 02 | Jean-Pierre Mignot |       | FN diss. |                        |
|    |                    |       |          |                        |
| 03 |                    |       | FN diss. |                        |
| 04 |                    |       | FN diss. |                        |

## Résultats

### Résultats à l'échelle du territoire
| Liste Parti politique | Liste Parti politique                                                                               | Tête de liste   | Tour unique | Tour unique | Sièges |
| Liste Parti politique | Liste Parti politique                                                                               | Tête de liste   | Voix        | %           | Sièges |
| --------------------- | --------------------------------------------------------------------------------------------------- | --------------- | ----------- | ----------- | ------ |
|                       | Liste RPCR et d'Union loyaliste Rassemblement pour la Calédonie dans la République (RPR - UDF - FN) | Jacques Lafleur | 39 677      | 88,53       | 2      |
|                       | Union des indépendantistes Régionaliste (PFK - LKS)                                                 | Gabriel Païta   | 3 985       | 8,89        | 0      |
|                       | Vérité, fraternité, vivre français Extrême droite (FN diss.)                                        | François Néoeré | 1 155       | 2,58        | 0      |
|                       | |                 |             |             |        |
| Inscrits              | Inscrits                                                                                            | Inscrits        | 90 578      | 100,00      | 2      |
| Abstentions           | Abstentions                                                                                         | Abstentions     | 44 941      | 49,61       |        |
| Votants               | Votants                                                                                             | Votants         | 45 637      | 50,38       |        |
| Blancs et nuls        | Blancs et nuls                                                                                      | Blancs et nuls  | 820         | 1,80        |        |
| Exprimés              | Exprimés                                                                                            | Exprimés        | 44 817      | 98,20       |        |